# Championnats du monde de patinage artistique 1977
Navigation
Mondiaux 1976 Mondiaux 1978
Les championnats du monde de patinage artistique 1977 ont lieu du 1er au 6 mars 1977 au gymnase olympique de Yoyogi à Tokyo au Japon. 
Ce sont les premiers mondiaux de patinage artistique organisés sur le continent asiatique.

## Qualifications
Les patineurs sont éligibles à l'épreuve s'ils représentent une nation membre de l'Union internationale de patinage (International Skating Union en anglais). Les fédérations nationales sélectionnent leurs patineurs en fonction de leurs propres critères.
Sur la base des résultats des championnats du monde 1976, l'Union internationale de patinage autorise chaque pays à avoir de une à trois inscriptions par discipline. 

## Podiums
| Épreuves                            | Or                                 | Argent                             | Bronze                                    |
| ----------------------------------- | ---------------------------------- | ---------------------------------- | ----------------------------------------- |
| Messieurs résultats détaillés       | Vladimir Kovalev                   | Jan Hoffmann                       | Minoru Sano                               |
| Dames résultats détaillés           | Linda Fratianne                    | Anett Pötzsch                      | Dagmar Lurz                               |
| Couples résultats détaillés         | Irina Rodnina / Aleksandr Zaïtsev  | Irina Vorobieva / Aleksandr Vlasov | Tai Babilonia / Randy Gardner             |
| Danse sur glace résultats détaillés | Irina Moïsseïeva / Andrei Minenkov | Janet Thompson / Warren Maxwell    | Natalia Linitchouk / Guennadi Karponossov |

## Tableau des médailles
| Rang  | Nation               | Or | Argent | Bronze | Total |
| ----- | -------------------- | -- | ------ | ------ | ----- |
| 1     | Union soviétique     | 3  | 1      | 1      | 5     |
| 2     | États-Unis           | 1  | 0      | 1      | 2     |
| 3     | Allemagne de l'Est   | 0  | 2      | 0      | 2     |
| 4     | Royaume-Uni          | 0  | 1      | 0      | 1     |
| 5     | Allemagne de l'Ouest | 0  | 0      | 1      | 1     |
| 5     | Japon                | 0  | 0      | 1      | 1     |
| Total | Total                | 4  | 4      | 4      | 12    |

## Détails des compétitions

### Messieurs
| Rang    | Nom                    | Nation               | Places | Points | Fig. impo. | Prog. court | Prog. libre |
| ------- | ---------------------- | -------------------- | ------ | ------ | ---------- | ----------- | ----------- |
| 1       | Vladimir Kovalev       | Union soviétique     | 16     | 188.04 | 1          | 2           | 3           |
| 2       | Jan Hoffmann           | Allemagne de l'Est   | 18     | 186.96 | 2          | 1           | 2           |
| 3       | Minoru Sano            | Japon                | 24     | 185.10 | 6          | 4           | 1           |
| 4       | David Santee           | États-Unis           | 40     | 179.66 | 4          | 9           | 5           |
| 5       | Charles Tickner        | États-Unis           | 42     | 178.88 | 5          | 3           | 7           |
| 6       | Ron Shaver             | Canada               | 61     | 174.72 | 9          | 8           | 6           |
| 7       | Yuri Ovtchinnikov      | Union soviétique     | 64     | 173.88 | 7          | 6           | 8           |
| 8       | Mitsuru Matsumura      | Japon                | 73     | 172.33 | 15         | 11          | 4           |
| 9       | Scott Cramer           | États-Unis           | 73     | 171.70 | 8          | 10          | 9           |
| 10      | Pekka Leskinen         | Finlande             | 89     | 170.02 | 3          | 12          | 11          |
| 11      | Konstantin Kokora      | Union soviétique     | 94     | 168.32 | 11         | 7           | 10          |
| 12      | Ronald Koppelent       | Autriche             | 118    | 156.64 | 14         | 14          | 13          |
| 13      | Kurt Kurzinger         | Allemagne de l'Ouest | 121    | 155.20 | 13         | 13          | 14          |
| 14      | Brian Pockar           | Canada               | 122    | 155.02 | 16         | 15          | 12          |
| 15      | Jean-Christophe Simond | France               | 134    | 154.84 | 12         | 16          | 15          |
| 16      | William Schober        | Australie            | 144    | 144.74 | 17         | 17          | 16          |
| 17      | Han Soo-bong           | Corée du Sud         | 153    | 129.62 | 18         | 18          | 17          |
| Abandon | Robin Cousins          | Royaume-Uni          |        |        | 10         | 5           |             |

### Dames
| Rang | Nom                       | Nation               | Places | Points | Fig. impo. | Prog. court | Prog. libre |
| ---- | ------------------------- | -------------------- | ------ | ------ | ---------- | ----------- | ----------- |
| 1    | Linda Fratianne           | États-Unis           | 10     | 189.26 | 4          | 1           | 2           |
| 2    | Anett Pötzsch             | Allemagne de l'Est   | 22     | 185.18 | 1          | 6           | 3           |
| 3    | Dagmar Lurz               | Allemagne de l'Ouest | 43     | 182.48 | 2          | 3           | 8           |
| 4    | Barbara Smith             | États-Unis           | 43     | 182.44 | 5          | 4           | 7           |
| 5    | Wendy Burge               | États-Unis           | 41     | 182.90 | 7          | 2           | 4           |
| 6    | Susanna Driano            | Italie               | 50     | 180.96 | 3          | 7           | 9           |
| 7    | Elena Vodorezova          | Union soviétique     | 59     | 179.82 | 13         | 5           | 1           |
| 8    | Lynn Nightingale          | Canada               | 66     | 179.76 | 8          | 9           | 5           |
| 9    | Marion Weber              | Allemagne de l'Est   | 80     | 177.36 | 6          | 12          | 10          |
| 10   | Denise Biellmann          | Suisse               | 87     | 176.22 | 12         | 8           | 6           |
| 11   | Claudia Kristofics-Binder | Autriche             | 103    | 172.68 | 9          | 10          | 12          |
| 12   | Emi Watanabe              | Japon                | 106    | 173.12 | 11         | 11          | 13          |
| 13   | Heather Kemkaran          | Canada               | 113    | 169.14 | 14         | 13          | 11          |
| 14   | Garnet Ostermeier         | Allemagne de l'Ouest | 124    | 166.52 | 10         | 14          | 14          |
| 15   | Karena Richardson         | Royaume-Uni          | 133    | 159.68 | 19         | 16          | 15          |
| 16   | Susan Broman              | Finlande             | 150    | 154.08 | 15         | 15          | 16          |
| 17   | Robyn Burley              | Australie            | 154    | 151.48 | 16         | 18          | 17          |
| 18   | Marie-Claude Bierre       | France               | 159    | 150.40 | 17         | 17          | 18          |
| 19   | Franca Bianconi           | Italie               | 176    | 144.62 | 21         | 20          | 19          |
| 20   | Lee Hyun-joo              | Corée du Sud         | 178    | 144.20 | 18         | 21          | 21          |
| 21   | Lotta Crispin             | Suède                | 182    | 143.38 | 20         | 19          | 20          |

### Couples
| Rang | Nom                                 | Nation               | Places | Points | Prog. court | Prog. libre |
| ---- | ----------------------------------- | -------------------- | ------ | ------ | ----------- | ----------- |
| 1    | Irina Rodnina / Aleksandr Zaïtsev   | Union soviétique     | 9      | 140.50 | 1           | 1           |
| 2    | Irina Vorobieva / Aleksandr Vlasov  | Union soviétique     | 23     | 136.16 | 2           | 2           |
| 3    | Tai Babilonia / Randy Gardner       | États-Unis           | 29     | 135.65 | 3           | 3           |
| 4    | Marina Cherkasova / Sergey Shakray  | Union soviétique     | 39     | 137.48 | 4           | 4           |
| 5    | Manuela Mager / Uwe Bewersdorf      | Allemagne de l'Est   | 42     | 131.67 | 5           | 5           |
| 6    | Ingrid Spieglová / Alan Spiegl      | Tchécoslovaquie      | 57     | 126.57 | 6           | 6           |
| 7    | Gail Hamula / Frank Sweiding        | États-Unis           | 63     | 125.10 | 7           | 7           |
| 8    | Susanne Scheibe / Andreas Nischwitz | Allemagne de l'Ouest | 78     | 121.98 | 8           | 9           |
| 9    | Sheryl Franks / Michael Botticelli  | États-Unis           | 73     | 123.44 | 9           | 8           |
| 10   | Sherri Baier / Robin Cowan          | Canada               | 91     | 116.40 | 11          | 10          |
| 11   | Gabrielle Beck / Jochen Stahl       | Allemagne de l'Ouest | 96     | 116.54 | 10          | 11          |
| 12   | Elizabeth Cain / Peter Cain         | Australie            | 106    | 112.37 | 13          | 12          |
| 13   | Kyoko Hagiwara / Sumio Murata       | Japon                | 116    | 106.94 | 12          | 13          |

### Danse sur glace
| Rang | Nom                                       | Nation           | Places | Points | Danses imposées | Danse libre |
| ---- | ----------------------------------------- | ---------------- | ------ | ------ | --------------- | ----------- |
| 1    | Irina Moïsseïeva / Andrei Minenkov        | Union soviétique | 9      | 207.82 | 1               | 1           |
| 2    | Janet Thompson / Warren Maxwell           | Royaume-Uni      | 24     | 201.66 | 2               | 2           |
| 3    | Natalia Linitchouk / Guennadi Karponossov | Union soviétique | 28     | 199.92 | 4               | 3           |
| 4    | Krisztina Regőczy / András Sallay         | Hongrie          | 29     | 200.70 | 3               | 4           |
| 5    | Marina Zueva / Andrei Vitman              | Union soviétique | 45     | 194.66 | 5               | 5           |
| 6    | Susan Carscallen / Eric Gillies           | Canada           | 58     | 188.90 | 6               | 7           |
| 7    | Kay Barsdell / Kenneth Foster             | Royaume-Uni      | 65     | 187.22 | 7               | 6           |
| 8    | Liliana Řeháková / Stanislav Drastich     | Tchécoslovaquie  | 73     | 184.98 | 9               | 8           |
| 9    | Judi Genovesi / Kent Weigle               | États-Unis       | 77     | 183.22 | 8               | 9           |
| 10   | Lorna Wighton / John Dowding              | Canada           | 90     | 179.68 | 10              | 10          |
| 11   | Isabella Rizzi / Luigi Freroni            | Italie           | 100    | 174.08 | 11              | 11          |
| 12   | Susan Kelley / Andrew Stroukoff           | États-Unis       | 108    | 171.02 | 13              | 12          |
| 13   | Susi Handschmann / Peter Handschmann      | Autriche         | 116    | 169.00 | 12              | 13          |
| 14   | Misa Kage / Masanori Takeda               | Japon            | 123    | 164.82 | 14              | 14          |